# Gagra
För andra betydelser, se Gagra (olika betydelser).
Gagra (abchaziska och ryska: Гагра; georgiska: გაგრა) är en stad i Abchazien i nordvästra Georgien. Den ligger vid foten av Stora Kaukasus' utlöpare vid Svarta havets nordöstkust, nära gränsen mot Ryssland. Den har 12 364 invånare (år 2011). Enligt folkräkningen 1989 hade Gagra 26 636 invånare, men detta antal har minskat drastiskt på grund av georgiernas massutvandring i samband med kriget i Abchazien på 1990-talet. Klimatet är subtropiskt, vilket gjort Gagra till en turistort under Tsarryssland och Sovjetunionen samt i mindre skala även på senare tid med ryska turister, vilka kommer dit främst via den ryska badorten Sotji, 22 kilometer norr om Gagra. Staden är huvudort i distriktet Gagra.
Efter ryska revolutionen 1905 etablerades i staden en revolutionär regering, vilken grundade republiken Gagra, som dock snart erövrades med massarresteringar av revolutionärer i staden som följd. Första världskriget medförde svåra följder för staden i och med att turistnäringens infrastruktur förstördes. Under ryska revolutionen 1917 fick bolsjevikerna snabbt kontroll över staden. Lenin beslutade i ett dekret 1919 att en "semesterort för arbetare" skulle anläggas i på orten. Under andra världskriget användes den för att behandla sårade. Efter kriget uppfördes flera sanatorier i staden, som med resten av den abchaziska kusten blev en del av den så kallade sovjetiska rivieran. Gagra omstreds under kriget i Abchazien 1992-1993 av georgisk militär och abchaziska separatister och staden åsamkades då stora skador.